# Matapa
Matapa é, em Moçambique, o prato feito com a folha da mandioca pilada, cozinhada num molho à base de amendoim pilado e leite de coco e temperado com um marisco, que pode ser camarão (fresco ou seco) ou caranguejo. Normalmente é servido com xima (farinha de milho cozida) ou arroz branco.
As folhas de mandioca, de preferência as mais novas, são piladas juntamente com alho e piri-piri até fazer um creme que põe a cozer (sem água); quando o creme estiver quase seco, junta-se tomate e cebola cortados em pedaços e o marisco e deixa-se ferver até misturar bem os sabores. Finalmente, acrescenta-se o leite de coco e de amendoim e deixa-se levantar fervura, mexendo sempre; depois, deixa-se apurar em lume brando.
Este é um tipo de cozinhado que se pode encontrar praticamente em toda a África subsariana, utilizando também ingredientes de outros lugares de fora da África como o quiabo ou a cacana, ou as folhas de alimentos importados de outras culturas; assim como a mandioca foi importada do Brasil, a abóbora veio do Caribe (as folhas e respetivo guisado chamam-se “mbowa” no sul de Moçambique), a couve para fazer “macoufe” veio da Europa. Da mesma forma, o inhame (ou uma das espécies que têm esse nome) que era a “batata” africana, foi substituída ou acompanhada pelas batatas, originárias dos Andes, do milho mexicano e do arroz chinês.